# Hugh Dane
Hugh Dane (Phoenix, Arizona, 1942. október 21. – Los Angeles, Kalifornia, 2018. május 16.) amerikai színész.

## Filmjei
Mozifilmek
- Visszakézből (Ricochet) (1991)
- Védd magad! (Restraining Order) (1999)
- Fekete-tengeri támadás (Black Sea Raid) (2000)
- Kéjutazás (Joy Ride) (2001)
- Duplán az igazi (Beautiful Dreamer) (2006)
- Utódomra ütök (Little Fockers) (2010)
- Koszorúslányok (Bridesmaids) (2011)

Tv-filmek
- Párral szemben (Love Is a Four Letter Word) (2007)
- Randiztam egy sztárral (StarStruck) (2010)

Tv-sorozatok
- Kaliforniába jöttem (The Fresh Prince of Bel-Air) (1991–1992, két epizódban)
- A kis gézengúz (Boy Meets World) (1994, egy epizódban)
- Jóbarátok (Friends) (1994, egy epizódban)
- Ikercsajok (Sister, Sister) (1996, egy epizódban)
- Az ígéret földje (Promised Land) (1998, egy epizódban)
- Az elnök emberei (The West Wing) (2003, egy epizódban)
- Monk – A flúgos nyomozó (Monk) (2004, egy epizódban)
- Office (2005–2013, 22 epizódban)
- Az elnöknő (Commander in Chief) (2006, egy epizódban)
- Mindenki utálja Christ (Everybody Hates Chris) (2006, egy epizódban)
- Kilenc túsz (The Nine) (2006, egy epizódban)
- Szívek doktora (Hart of Dixie) (2011, egy epizódban)
- Új csaj (New Girl) (2011, egy epizódban)
- Riley a nagyvilágban (Girl Meets World) (2015, egy epizódban)
- Félig üres (Curb Your Enthusiasm) (2017, egy epizódban)
- Fekete hétfő (Black Monday) (2019, egy epizódban)